# Горний (Новосергієвський район)
Го́рний (рос. Горный) — селище у складі Новосергієвського району Оренбурзької області, Росія.

## Населення
Населення — 246 осіб (2010; 259 у 2002).
Національний склад (станом на 2002 рік):
- росіяни — 59 %